# Let It Be
Let It Be je dvanáctým a zároveň i posledním studiovým albem skupiny Beatles. Album vydalo vydavatelství Apple Records 8. května 1970.
Většina skladeb byla nahrána v Twickenhamu v lednu 1969, tj. před nahráváním a vydáním předcházejícího alba Abbey Road.
Beatles původně chtěli nahrát album Get Back a z nahrávání udělat filmový dokument. Stylově se pokoušeli o návrat k jednoduchému beatu svých počátků, bez dodatečných studiových úprav. Celý projekt však skončil několika desítkami hodin nesestříhaného filmu a hudby, o které se nikdo nezajímal. I to je důvod, proč bylo album Let It Be vydáno jako poslední až po Abbey Road, i když jako poslední nahráno nebylo.
Vznik desky byl poznamenán napjatými vztahy ve skupině, která směřovala k rozpadu a její členové se jen zřídka dokázali sejít ke společnému nahrávání. Poté, co Beatles zamítli verzi, kterou sestavil z jejich nahrávek Glyn Johns, dostal materiál k dispozici americký producent Phil Spector, který skladby obohatil o orchestr a sbory (navzdory protestům skupiny, především Paula McCartneyho). Na nahrávání se podílel klávesista Billy Preston, na desce také zpívá Paulova manželka Linda McCartney. Hudebně je album značně různorodé, obsahuje nahrávky pořízené během posledního živého vystoupení skupiny, tzv. koncertu na střeše v lednu 1969, i recesistickou verzi liverpoolské lidové písně „Maggie Mae“. Titulní píseň se stala jedním z největších hitů skupiny, získala Oscara, Grammy Award a figurovala na druhém místě anglické hitparády.
Manažer Beatles Allen Klein opatřil desku bohatou fotografickou přílohou a požadoval za ni tehdy rekordní cenu tří liber. Navzdory tomu se Let It Be dostalo v květnu 1970 na tři týdny do čela UK Albums Chart.
V žebříčku pěti set nejlepších alb všech dob amerického hudebního časopisu Rolling Stone se toto album umístilo na 86. příčce.
V roce 2003 vyšla deska s remasterovanou původní podobou alba před Spectorovými zásahy, nazvaná Let It Be... Naked.
Slovinská skupina Laibach vydala v roce 1988 album coververzí Let It Be (Laibach).

## Seznam skladeb
Autory skladeb jsou John Lennon a Paul McCartney, kromě uvedených výjimek.

### První strana
1. "Two of Us"
2. "Dig a Pony"
3. "Across the Universe"
4. "I Me Mine" (George Harrison)
5. "Dig It" (John Lennon-Paul McCartney-Richard Starkey-George Harrison)
6. "Let It Be"
7. "Maggie Mae" (Traditional arr. John Lennon-Paul McCartney-George Harrison-Richard Starkey)

#### Druhá strana
1. "I've Got a Feeling"
2. "One After 909"
3. "The Long and Winding Road"
4. "For You Blue" (George Harrison)
5. "Get Back"

## Nástroje
- John Lennon: zpěv, elektrická kytara, akustická kytara, steel kytara, baskytara, varhany, pískání

- Paul McCartney: zpěv, baskytara, akustická kytara, klavír, klávesy, Hammondovy varhany, rumba koule, pískání

- George Harrison: zpěv, elektrická kytara, akustická kytara, tambura, rumba koule

- Ringo Starr: bicí souprava, perkuse, svarmandal

- George Martin: Hammondovy varhany

- Billy Preston: Hammondovy varhany, klávesy

- Linda McCartney: zpěv

- Nezařazeno: 18 houslí, 4 violy, 4 violoncella, harfa, 3 trubky, 3 pozouny, 2 kytary, tenorsaxofon, sbor.